# Tren México-Nuevo Laredo
El Tren México-Nuevo Laredo será un tren de pasajeros que conectará la Ciudad de México con la ciudad de Nuevo Laredo, en Tamaulipas, pasando por los estados de Hidalgo, México, Querétaro, Guanajuato, San Luis Potosí, Coahuila, Nuevo León y Tamaulipas. 
El proyecto fue anunciado por Claudia Sheinbaum el 10 de julio de 2024, cómo parte de los planes nacionales de infraestructura ferroviaria del 2018 al 2050. Se espera que el proyecto sea terminado para diciembre de 2029. Se espera que sea un tren eléctrico y viaje a una velocidad de 160 kilómetros por hora.

## Etapas de construcción
El proyecto se divide en 4 segmentos para su construcción:
- Fase 1 (2025-2027) :
  - Ciudad de México-Querétaro: 242 km y
  - Saltillo-Nuevo Laredo: 306 km

- Fase 2 (2026-2028) Querétaro-San Luis Potosí: 263 km

- Fase 3 (2027-2029) San Luis Potosí-Saltillo: 444 km

## Historia

### Antecedentes
Durante mucho tiempo, el servicio fue brindado por los trenes del Águila Azteca y el Regiomontano, trenes de pasajeros que eran propiedad de Ferrocarriles Nacionales de México.

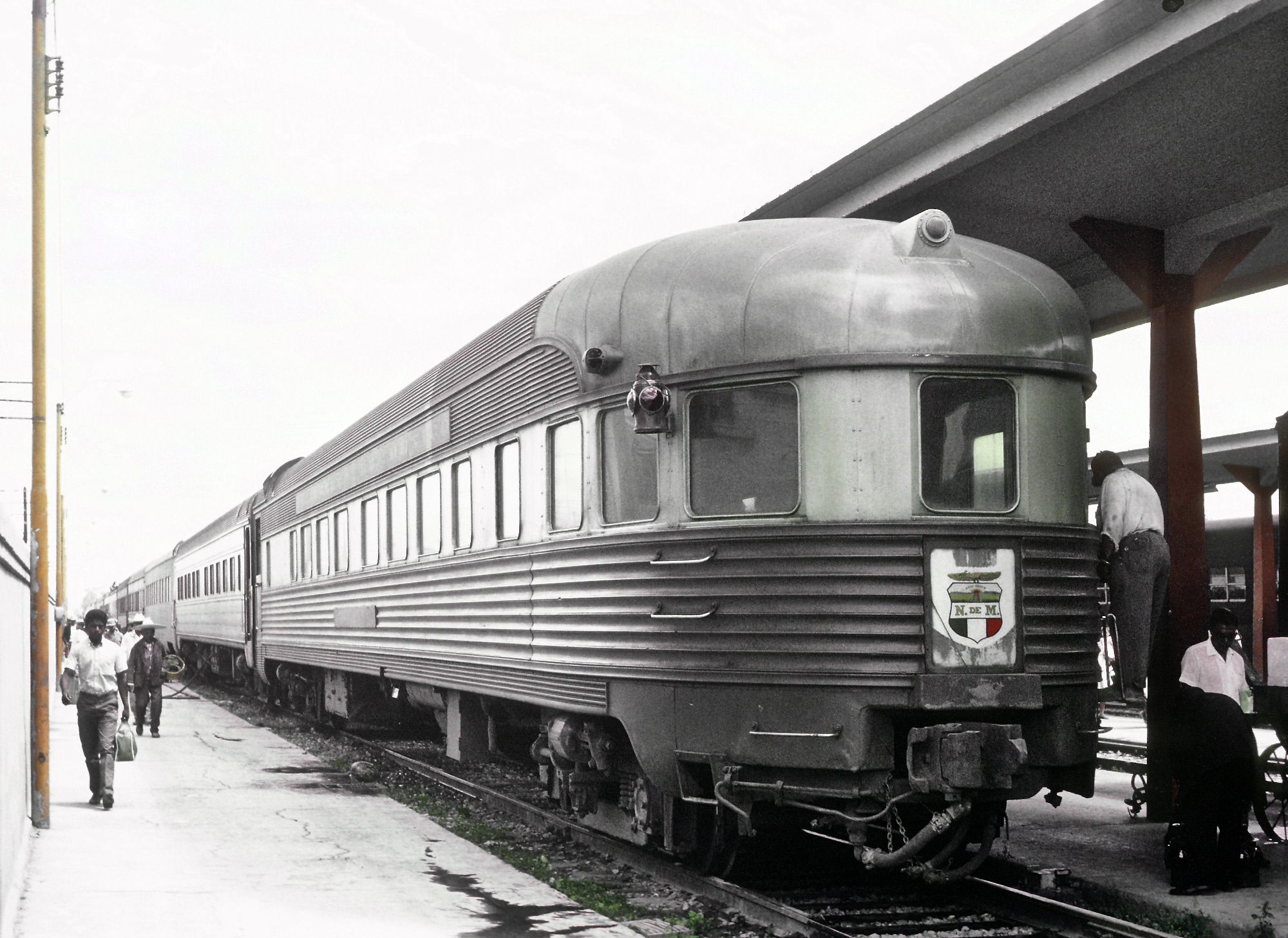
Coche observatorio del Águila Azteca en San Luis Potosí en 1966.

El Regiomontano era considerado un tren de lujo, debido al reducido número de usuarios principalmente de clase media o alta y no brindaba un servicio de transporte masivo. Su recorrido era de 15 horas, y solo hacia escalas intermedias en las principales estaciones como San Luis Potosí y Saltillo.
Mientras que el Águila Azteca brindaba servicio a más estaciones en la misma ruta y no solo llegaba hasta la estación de Monterrey, sino que incluso llegaba a la frontera en Nuevo Laredo, en donde se podía hacer conexión con el Texas Eagle y el Inter-American, los cuales eran trenes de la empresa estadounidense Missouri Pacific.

#### Suspensión de los servicios
En 1997, tras ser privatizado el servicio por el presidente Ernesto Zedillo, la empresa Kansas City Southern de México finalizó las rutas del Águila Azteca y el Regiomontano indefinidamente en 1997, haciendo que las vías que eran usadas para estos servicios pasaran a ser exclusivamente de carga.

### Propuesta de reactivación
El 20 de noviembre de 2023, el gobierno de Andrés Manuel López Obrador anuncia un decreto para reactivar siete rutas de trenes de pasajeros, entre las cuales se encontraba la ruta Ciudad de México-San Luis Potosí-Monterrey-Nuevo Laredo. Un mes más tarde Canadian Pacific Kansas City declararía su interés por operar y construir la ruta. La entonces candidata a la presidencia, Claudia Sheinbaum, afirmó que el primer tren de pasajeros que se construiría en su administración sería el de la Ciudad de México a Nuevo Laredo con un total de 1,143 kilómetros y que sería construido por ingenieros militares de la Secretaría de la Defensa Nacional (SEDENA) en conjunto con las empresas que obtuvieran las licitaciones de su administración, mientras que se planteó que los trenes serían construidos en talleres de las empresas armadoras que ya se encuentran en México.
En septiembre de 2024, Hernán Villareal Rodríguez, titular de la Secretaría de Movilidad y Planeación Urbana de Nuevo León, dijo que apoyarían en dicha ruta pues se compaginaría con el Tren de Alta Velocidad Monterrey-Texas, y agregó que ya se habían asignado recursos para los estudios de adquisición y trazo del derecho de vía. Ese mismo mes el gobernador neoleonés Samuel García Sepúlveda anunció una gira de trabajo en la ciudad de Austin, en la impulsó los proyectos con la posibilidad de extenderse a Dallas.
El 13 de octubre de 2024, durante su visita a Querétaro, la presidenta Claudia Sheinbaum, dio inicio a los trabajos preliminares para el tramo Ciudad de México-Querétaro que partirá de la estación Buenavista hasta la nueva estación en Querétaro. El proyecto de estudio fue terminado el 27 de abril de 2025 y se espera que la construcción de la ruta sea finalizada en el 2029.